# Даріян Матич
Даріян Матич (словен. Darijan Matič, * 28 травня 1983, Любляна, СФРЮ) — словенський футболіст, півзахисник клубу «Олімпія» (Любляна) та, в минулому, збірної Словенії.

## Клубна кар'єра
Вихованець словенського футболу, грав за юнацькі команди «Слован» (Любляна) та «Єжиця».
Дорослу футбольну кар'єру розпочав 2001 року у складі клубу «Триглав». Протягом наступних трьох років встиг пограти ще в декількох місцевих клубах — «Любляна», «Копер» та «Олімпія» (Любляна). 2005 року перейшов до команди «Домжале», виступами у складі якої привернув увага скаутів російського клубу «Шинник» з Ярославля, до якого приєднався влітку 2006 року.
За результатами сезону 2006 ярославський клуб вибув з російської Прем'єр-ліги, а словенського півзахисника було віддано до оренди до іншого російського клубу, «Спартак-Нальчик», в якому він провів 2007 рік. На початку 2008 року гравець повернувся на батьківщину, де півтора сезони провів у клубі «Інтерблок», у складі якого двічі виборював Кубок країни.
Влітку 2009 року знову залишив Словенію, цього разу переїхавши до Румунії, де провів сезон 2009-10 у складі бухарестського «Рапіда». Другу половину 2010 року провів в Ізраїлі, де захищав коольори команди «Бней-Сахнін».
Протягом зимового міжсезоння сезону 2010-11 пройшов тренувальні збори з представником української Прем'єр-ліги криворізьким «Кривбасом». На початку 2011 року уклав з клубом дворічний контракт з можливістю подовження ще на один рік. У складі нової команди дебютував у першому ж матчі весняної частини сезону 2010-11.

## Виступи за збірні
Залучався до складу молодіжної збірної Словенії U-21, за яку відіграв у 15 матчах.
Протягом 2006—2012 років залучався до лав національної збірної, у складі якої взяв участь у 10 офіційних матчах (майже всі виходи на поле — на заміну).

## Титули і досягнення
- Чемпіон Словенії (1):

«Олімпія»: 2015–16
- Володар кубка Словенії (2):

«Інтерблок»: 2007–08, 2008–09
- Володар Суперкубка Словенії (1):

«Інтерблок»: 2008